# 傍花駅 (咸鏡南道)
傍花駅（パンファえき）は朝鮮民主主義人民共和国咸鏡南道高原郡に位置する朝鮮民主主義人民共和国鉄道省平羅線の駅である。

## 歴史
- 日時不明：開業。